# タンガニーカ

タンガニーカ（1961年-1962年）
タンガニーカ共和国（1962年-1964年）
Tanganyika
（1961 ‐ 1962）
Jamhuri ya Tanganyika（スワヒリ語）
Republic of Tanganyika（英語）
（1962 ‐ 1964）

国歌: Mungu ibariki Afrika（スワヒリ語）
神よ、アフリカに祝福を

タンガニーカ（Tanganyika）は、インド洋に面するアフリカ南東部にかつて存在した国家である。現在のタンザニア連合共和国の大陸部を指す。

## 概要
タンザニアはタンガニーカとザンジバルが合併し成立した連邦国家だが、タンガニーカはそのうちの大陸部を、ザンジバルは島嶼部を指す。タンガニーカにはタンガニーカ湖やビクトリア湖があり、海岸部は平野、内陸部は高原、北東部及び南西部は高山地帯となっており、北東部にはキリマンジャロ山がそびえる。タンガニーカ地域内最大の都市はダルエスサラーム。

## 歴史

イギリス植民地時代タンガニーカの旗

ヨーロッパ人の侵略以前、この地域には伝統的な狩猟・農耕に基く部族社会が広がっており、小規模な王国がいくつも存在していた。沿岸部ではザンジバルを支配していたアラブ人との交易も行われていた。しかし、19世紀後半に白人の支配を受けるようになり、ドイツ領東アフリカの一部となった。

### 独立
第一次世界大戦の後、ドイツ帝国の敗戦に伴いイギリスの委任統治領となる。その後、第二次世界大戦後の民族自決主義の高まりなどを受け、1961年12月9日にイギリス国王を元首に戴く英連邦王国の一国、タンガニーカ (Dominion of Tanganyika) として独立した。
しかし、翌1962年に共和制へ移行し、タンガニーカ共和国となる。1964年にザンジバル人民共和国と合併し、タンガニーカ・ザンジバル連合共和国が成立。同年中に国名を改め、タンザニア連合共和国となった。

## 政治
連合共和国の成立後もザンジバルには独自政府（ザンジバル革命政府）が維持され、内政自治権を行使しているのに対し、連合共和国の首都を抱えるタンガニーカでは独自政府は廃止された。現在、タンガニーカは連合共和国政府の直接の統治下にある。